# RED Digital Cinema
 (décembre 2021).
Pour les articles homonymes, voir Red.
« Red one » redirige ici.  Pour le film, voir Red One (film).
RED Digital Cinema ou simplement RED est une entreprise américaine de fabrication de caméras de cinéma numérique, créée par Jim Jannard en 2005.